# Marienbasilika von Velankanni

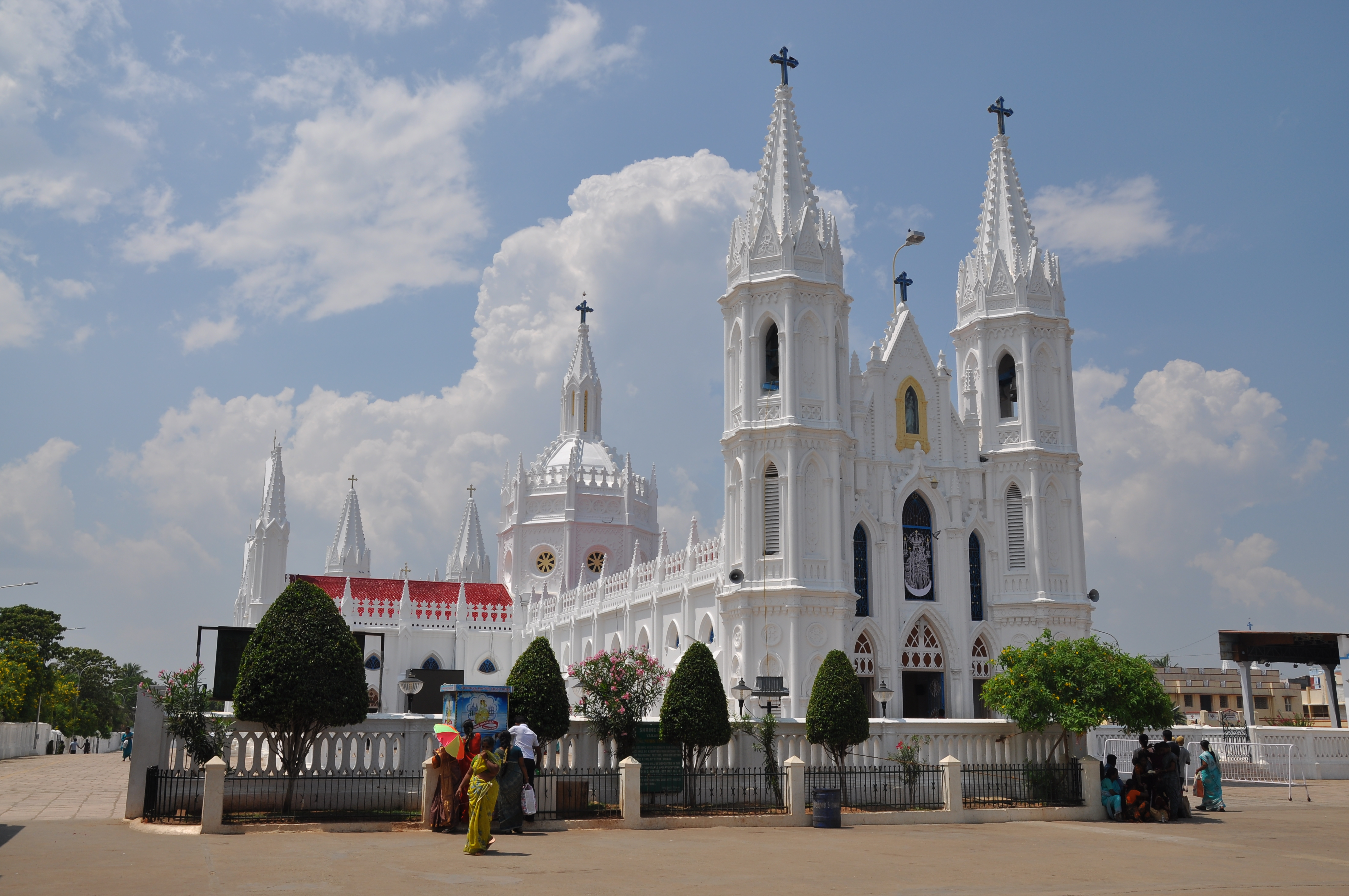
Marienbasilika von Velankanni, Südostansicht

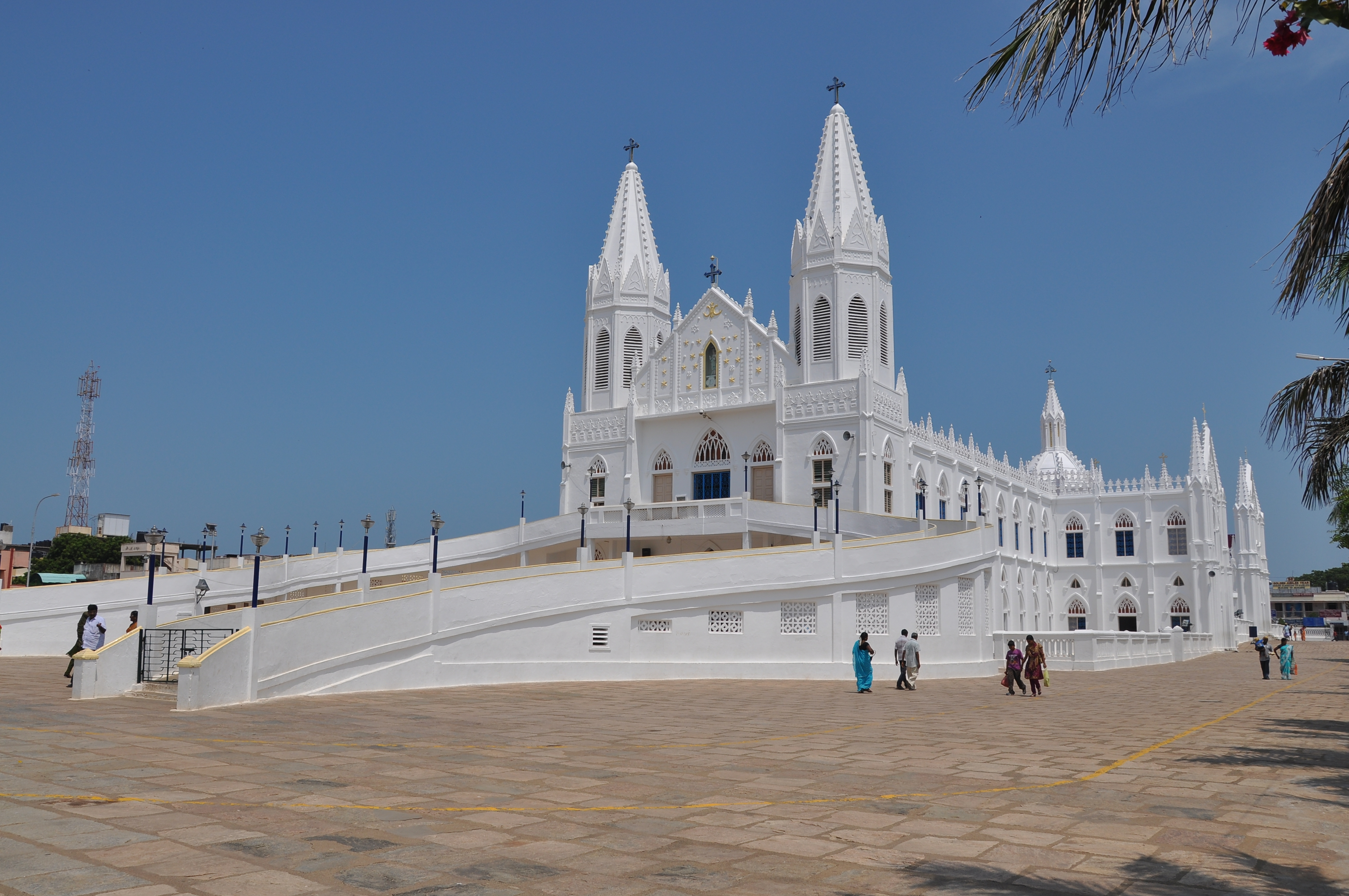
Vorplatz und zweigeschossige Portalfassade im Westen

Die Marienbasilika von Velankanni (Shrine Basilica of Our Lady of Good Health – „Wallfahrtsbasilika Unserer Lieben Frau von der Gesundheit“) ist eine römisch-katholische Wallfahrtskirche in Velankanni im südindischen Bundesstaat Tamil Nadu. Das „Lourdes des Ostens“ besuchen allein während des neuntägigen Wallfahrtsfestes mit seinem Höhepunkt am 8. September, dem Fest Mariä Geburt, jährlich zwei Millionen Pilger. Die neugotische Basilika erhielt 1962 den Rang einer Basilica minor.

## Geschichte

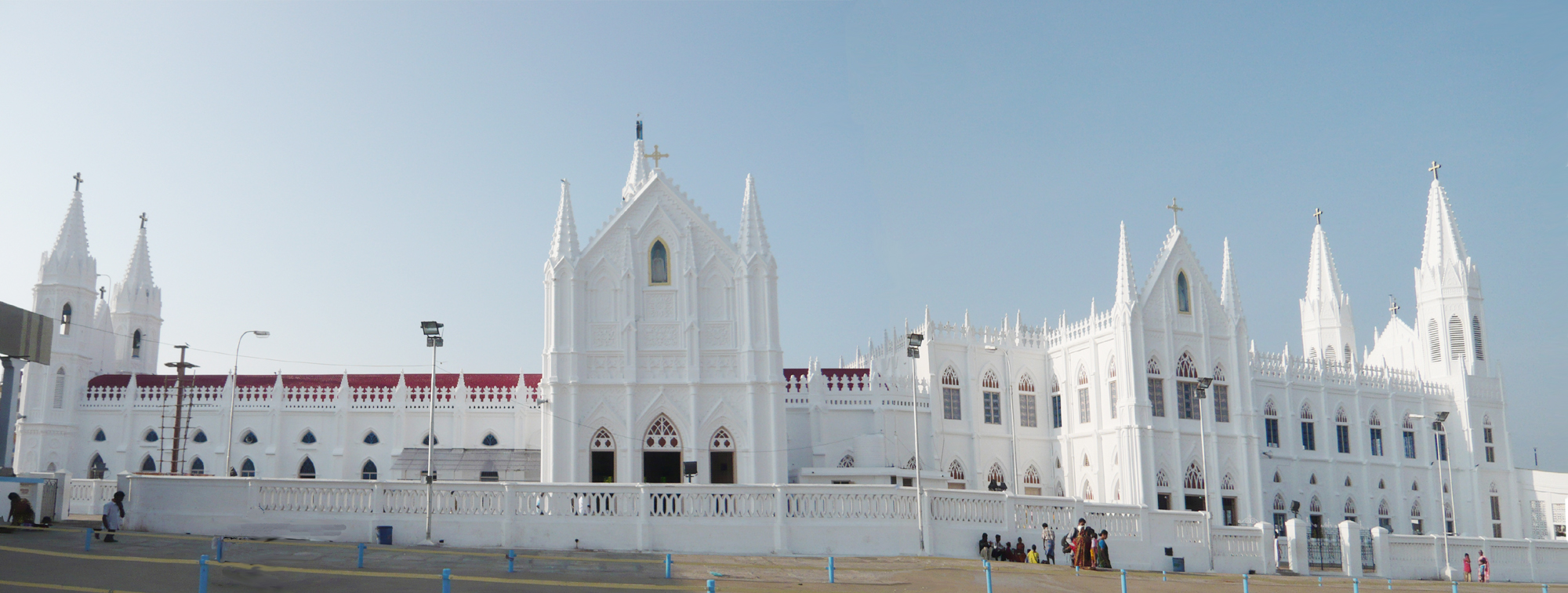
Die zwei verbundenen Kirchen in nördl. Seitenansicht. v.l.n.r: Doppelturm-Portal der östl. Kirche gefolgt vom Kirchenschiff. Im Anschluss das Querschiff dessen Scheingiebel den Vierungsturm weitgehend verdeckt. Übergang zum westl. Kirchenbau dessen Vierung keinen Turm besetzt. Ganz rechts das Schiff und Doppelturm-Portal

Um 1550 ließen sich Portugiesen im 12 km nördlich gelegenen Nagapattinam nieder. Portugiesische Franziskaner verbreiteten das katholische Christentum in der Region. Aus der Zeit um 1600 sind Marienerscheinungen vor einem Hirtenjungen und einem gelähmten Knaben an der Stelle des heutigen Wallfahrtsorts sowie erste Wunderheilungen überliefert. Die erste Kapelle mit einem verehrten Gnadenbild entstand in diesen Jahren. Eine portugiesische Schiffsbesatzung vergrößerte und verschönerte sie als Votivgabe nach ihrer Rettung aus Seenot.
Velankanni war anfangs Filialkirche der Pfarrkirche von Nagapattinam. 1771 wurde der Ort zur eigenständigen Pfarrei. Die Seelsorge oblag bis 1889 dem Franziskanerorden.
Die ursprüngliche Kapelle wurde zunächst nach Osten um ein geräumiges Langhaus erweitert. Da die Zahl der Pilger gegen Ende des 19. Jahrhunderts rasch anwuchs, begann 1917 der Ausbau zur neugotischen Basilika. Die Querhausarme der heutigen Osthälfte und der Chor hinter dem alten Hauptaltar mit dem Gnadenbild entstanden bis 1933.
Nach der Gründung des Bistums Tanjore 1953 wurde Our Lady of Good Health auf Betreiben des ersten Bischofs Rajarethinam Arokiasamy Sundaram Zweitpatronin der Diözese, und die Wallfahrtskirche wurde von Papst Johannes XXIII. zur Basilica minor erhoben. Danach begann als Reaktion auf die weiter wachsenden vielsprachigen Pilgerströme eine neue intensive Bauphase. Herbergs- und Begegnungsräume und weitere Kapellen im Wallfahrtsbezirk wurden errichtet, und bis 1974 wurde die Basilika nach Westen auf das Doppelte vergrößert.

## Architektur
Die große, weiß verputzte Marienbasilika von Velankanni besteht aus zwei miteinander verbundenen Kirchen, beide auf Kreuzgrundriss. Die östliche mit der Doppelturm-Portalfassade im Osten und der repräsentativen oktogonalen Vierungs-Kuppel war 1933 vollendet. Die 1974 fertiggestellte zweigeschossige Westhälfte mit Vorplatz im Westen und geschwungenen Rampenaufgängen ist von den Kirchen im Wallfahrtsbezirk von Lourdes inspiriert.